# خطاب فلاديمير بوتين في ميونيخ 2007

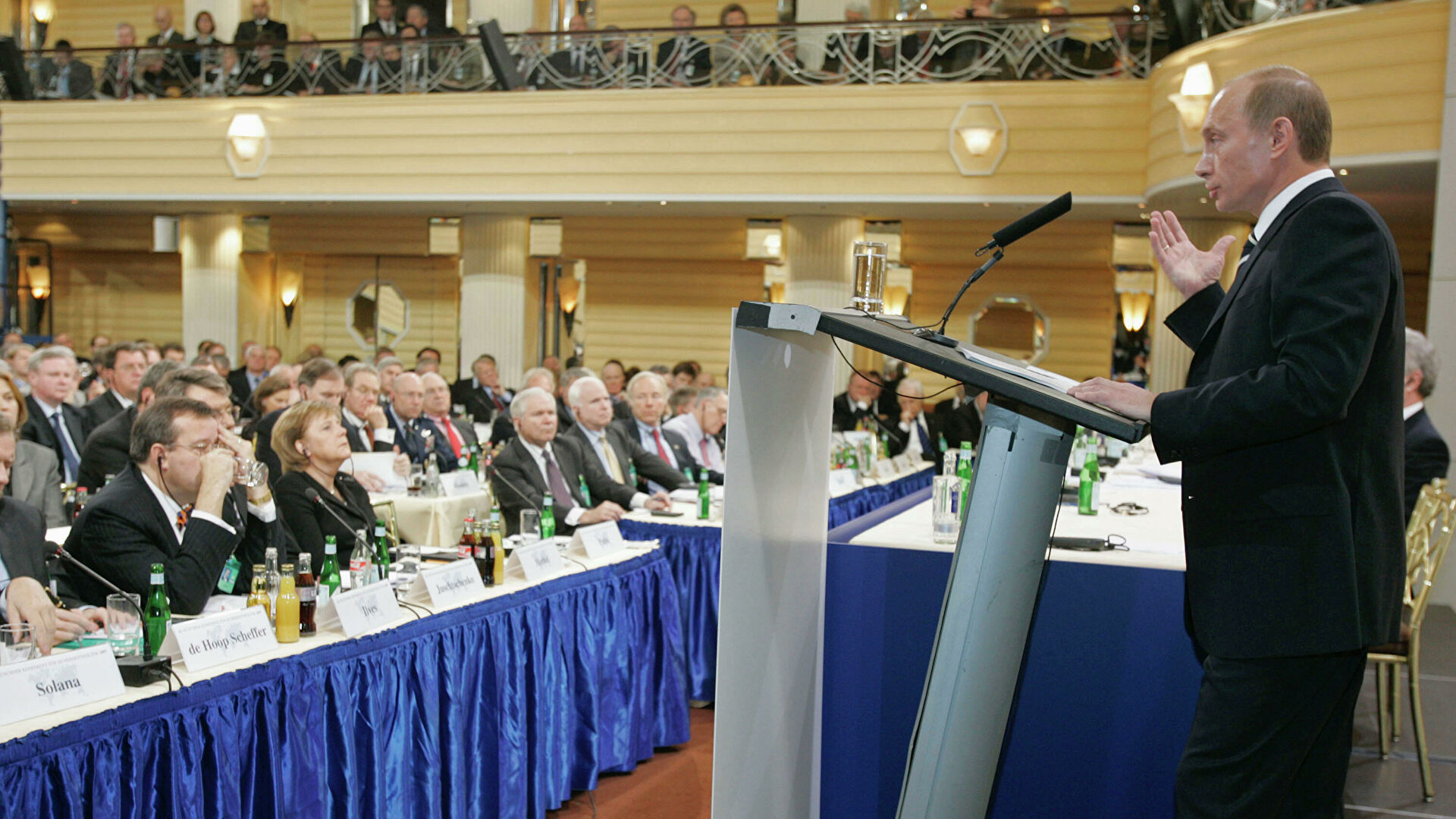
يدلي بوتين بخطاب ميونيخ

قدم الرئيس الروسي فلاديمير بوتين خطاب ميونيخ عام 2007 في ألمانيا في 10 فبراير 2007 في مؤتمر ميونيخ الأمني. عبر الخطاب عن نقاط مهمة في السياسة المستقبلية لروسيا بقيادة بوتين.

## الخلاصة
ونقد بوتين ما أسماه الهيمنة الاحتكارية للولايات المتحدة في العلاقات العالمية، و"الاستخدام المفرط للقوة في العلاقات الدولية دون قيود تقريبًا". وأصبح الخطاب معروفًا ، خاصة في روسيا ، باسم خطاب ميونيخ. فقال إن نتيجة هذه الهيمنة هي
استشهد بوتين بخطاب عام 1990 من قبل مانفريد وورنر لدعم موقفه بأن الناتو وعد بعدم التوسع في دول جديدة في أوروبا الشرقية.
على الرغم من أن الناتو كان لا يزال على بعد عام من دعوة أوكرانيا وجورجيا لتصبح دولًا أعضاء في الناتو في عام 2008 ، أكد بوتين كيف اعتبرت روسيا التوسع باتجاه الشرق تهديدًا:
عارض بوتين أيضًا علنًا خطط الدرع الصاروخي الأمريكي في أوروبا ، وطرح على الرئيس جورج بوش اقتراحًا مضادًا في 7 يونيو 2007 تم رفضه. علقت روسيا مشاركتها في معاهدة القوات المسلحة التقليدية في أوروبا في 11 ديسمبر 2007 لأنه:
كما انتقد بوتين دعم الولايات المتحدة لكوسوفو مستقلة.

## الرد

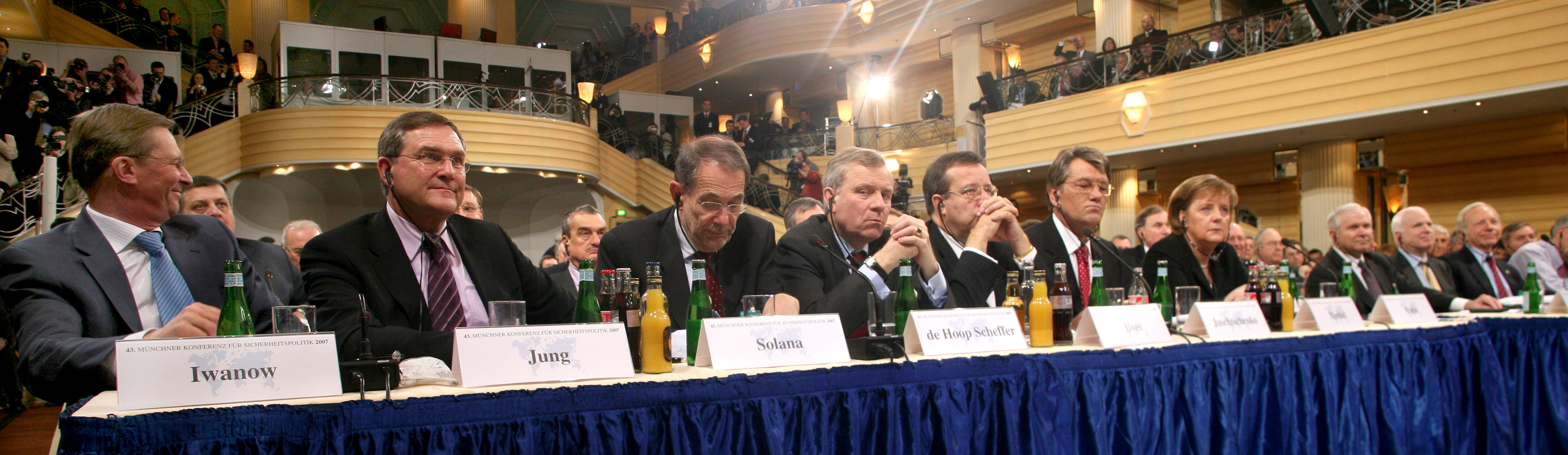
مؤتمر ميونيخ للأمن الثالث والأربعون 2007: الانطباعات خلال المؤتمر.

وفي رده، وصفه وزير الناتو السابق ياب دي هوب شيفر بأنه "مخيّب للآمال وغير مفيد." وقال جوردون جوندرو المتحدث باسم مجلس الأمن القومي إن البيت الأبيض "مندهشًا ومحبطًا." وقد اتسمت الأشهر التي تلت خطاب ميونيخ بالتوتر وزيادة الخطاب على جانبي المحيط الأطلسي، ومع ذلك، نفى المسؤولون الروس والأمريكيون فكرة الحرب الباردة الجديدة.
وصف المعهد البولندي للشؤون الدولية اقتباس بوتين من خطاب مانفريد وورنر بأنه يفتقر إلى السياق المناسب ، مشيراً إلى أن خطاب وورنر "يتعلق فقط بعدم نشر قوات الناتو على أراضي ألمانيا الشرقية بعد إعادة التوحيد."

## الموروث
تم استعراض الخطاب في الفترة التي سبقت وما بعد إطلاق الغزو الروسي لأوكرانيا عام 2022، حيث جادل بعض المعلقين بأنها لحظة كاشفة لنوايا بوتين اللاحقة. وفقا لأندرو أ. ميكتا، فشل القادة الغربيون في عام 2007 في إدراك الخطاب "الذي يرقى إلى إعلان الحرب على الغرب." وكان المعلقون الآخرون، مثل جون ميرشايمر وستيفن كوهين، يستشهدون به على أنه تحذير بوتين الأكثر وضوحًا من أن روسيا اعتبرت توسع الناتو شرقاً تهديدًا لأمنها القومي.

## متابعات
وأدلى بوتين في وقت لاحق بخطابات أخرى سُميت بمتابعة خطاب ميونيخ. وتشمل هذه:
خطاب فالداي 2013 لفلاديمير بوتين في سوتشي في 19 سبتمبر 2013
خطاب القرم لفلاديمير بوتين أمام الجمعية الاتحادية لروسيا في 18 مارس 2014
خطاب فالداي 2014 لفلاديمير بوتين في سوتشي في 24 أكتوبر 2014
خطاب الجمعية العامة للأمم المتحدة لعام 2015 لفلاديمير بوتين في نيويورك في 28 سبتمبر 2015 ("أنا محث على سؤال أولئك الذين أوجدوا هذا الوضع: هل تدركون الآن على الأقل ما فعلتموه؟")

## روابط
- فيديو الخطاب مع ترجمة باللغة الإنجليزية